# Techno Cop
Techno Cop è un videogioco d'azione pubblicato a fine 1988 per i computer Amiga, Amstrad CPC, Apple II, Atari ST, Commodore 64, MS-DOS e ZX Spectrum da Gremlin Graphics Software in Europa e da U.S. Gold in Nordamerica. Nel 1990 è stato pubblicato da RazorSoft per la console Sega Mega Drive con il titolo Technocop (titolo usato anche nelle schermate di alcune versioni per computer). Il gioco rappresenta le azioni di combattimento di un poliziotto del futuro e comprende due tipi di sequenze: la guida di un'auto con visuale tridimensionale e le irruzioni a piedi dentro edifici, di tipo a piattaforme e sparatutto.
Nel gennaio 1992 la Tengen era interessata a produrre una versione per Nintendo Entertainment System del videogioco, forse giunta a uno stadio avanzato di sviluppo, ma poi abbandonò il progetto. 
Tra i programmatori delle versioni Amiga e ST di Techno Cop figura Kevin Hoare, in seguito presidente di Rockstar Toronto.
In alcune edizioni americane compaiono a video sponsorizzazioni della Continental Airlines, gli acquirenti statunitensi potevano infatti partecipare all'estrazione di un viaggio premio in California.

## Trama
Il giocatore interpreta un Technocop ("tecnopoliziotto"), membro di una futuristica forza di polizia chiamata Enforcer. Ha in dotazione un veicolo da inseguimento VMAX, simile a un'auto sportiva armata, un computer da polso, un radar, un fucile spara-rete e una pistola .88 Magnum. La sua missione è sconfiggere un'organizzazione criminale chiamata D.O.A. (Death On Arrival, Morte all'arrivo). Mentre combatte i veicoli della D.O.A. sulle strade, il radar lo avvisa sui luoghi dove trovare un criminale ricercato. All'interno di questi edifici malridotti deve affrontare altri membri della D.O.A. e, a seconda delle direttive ricevute, arrestare il ricercato oppure prenderlo vivo o morto.

## Modalità di gioco
Si inizia sempre con una fase di guida, seguita da una fase a piedi all'arrivo. La guida è con visuale tridimensionale in terza persona da dietro il veicolo, lungo una strada unica con curve, ostacoli ai lati, e veicoli nemici che viaggiano nello stesso verso. All'inizio sull'auto è montato un cannoncino per distruggere gli avversari di fronte, poi si possono ottenere altre armi e potenziamenti completando i viaggi in tempo.
Le auto nemiche non sparano, ma tentano di ostruire o speronare il protagonista, che a sua volta può anche cercare di spingerle fuori strada. Su Amiga e Atari ST si possono incontrare anche moto. A livelli più avanzati ci sono personaggi nemici che dal retro dei camion possono saltare sul tettuccio della VMAX e da lì danneggiarla, e il giocatore deve liberarsene scuotendo l'auto.
In basso è visibile il cruscotto con i vari indicatori. Viene mostrato anche il cambio delle marce (tranne su Commodore 64 dove si sente solo l'effetto sonoro), ma avviene comunque in automatico. L'auto ha un indicatore dei danni che se esaurito causa la fine della partita. C'è anche un limite di tempo per arrivare a destinazione, ma serve solo a ottenere dei bonus; si passa alla fase successiva anche se si arriva in ritardo. 
Le fasi a piedi si svolgono dentro fatiscenti edifici bidimensionali a più piani, con visuale laterale del piano attuale a scorrimento orizzontale. Solo su MS-DOS lo scorrimento è a scatti da una schermata all'altra. Il Technocop cammina a destra e sinistra, salta per scavalcare buchi, nemici e proiettili, si accovaccia per ripararsi o raccogliere bonus. Per cambiare piano si utilizzano gli ascensori, o a volte si può saltare giù attraverso i pavimenti crollati, se l'altezza è di un piano solo. Come arma si dispone della pistola e del fucile spara-rete. La pistola spara anche da accovacciati e nelle versioni a 16 bit ha effetti molto sanguinolenti. La rete cattura e mette fuori gioco gli avversari con un colpo solo, ma si spara più lentamente e in alcune versioni ha munizioni limitate.
I nemici si aggirano nell'edificio armati di pistole, mazze, coltelli, fruste e simili. Ci sono inoltre innocenti da non colpire e personaggi decorativi, come prostitute. L'obiettivo è il criminale capo, da trovare esplorando l'edificio, e in alcuni casi da prendere vivo con la rete. Se si riesce a fermare il ricercato entro un limite di tempo si ricevono bonus e una promozione; sia che riesca sia che fallisca, il poliziotto deve poi anche tornare all'uscita dell'edificio.
In basso si ha un'immagine fissa del braccio del poliziotto con il suo computer da polso, che fa da pannello informativo. Un radar indica la direzione in cui si trova l'obiettivo. Nelle fasi a piedi si hanno 5 vite e una certa resistenza ai colpi (visibile come barra di energia solo su Amiga, ST e Mega Drive). Un altro indicatore, non presente su Commodore 64 e MS-DOS, rappresenta la fatica dovuta ai salti: non se ne possono fare molti di fila, poi si deve aspettare di recuperare.
Ci sono in tutto 11 criminali da sconfiggere, corrispondenti ad altrettante fasi di guida e fasi a piedi. Si può salvare la partita, tranne nelle versioni Commodore 64 su cassetta, Amstrad e Spectrum.